# UTC+07:30
UTC+07:30 시간대는 협정 세계시보다 7시간 30분 빠른 시간대이다. 말레이시아와 싱가포르에서 표준시와 일광절약시간 시간대로 사용된 적이 있다.
싱가포르에 대한 일본의 강점기 이전인 1941년과 1942년 사이에, 그리고 강점기 이후인 1945년부터 1965년까지 말레이시아와 싱가포르는 UTC+7:30을 일광 절약 시간제으로 사용한 적이 있다. 1970년 이후 싱가포르는 UTC+7:30을 싱가포르 표준시로 선언했다. 현재는 UTC+08:00가 말레이시아와 싱가포르의 표준시이고, 이 시간대는 1982년부터 사용되고 있다.

## 같이 보기
- 말레이시아 표준시
- UTC+07:20